# لينيش
لينيش (بالألمانية: Linnich) هي بلدة ألمانية و مدينة تقع في ألمانيا في شمال الراين-وستفاليا.  يقدر عدد سكانها بـ 13,667 نسمة .

## المدن التوأمة
مدينة ليسكوين هي مدينة توأمة لـلينيش.